# Авсеенко, Пелагея Максимовна
Пелагея Максимовна Авсеенко (5 ноября 1915, Казимировка, Могилёвский район — 31 января 1975) — советская работница сельского хозяйства, Герой Социалистического Труда (1949).

## Биография
С 1946 звеньевая льноводческого звена колхоза им. Кирова Могилевского района, с 1956 года доярка, в 1960—1968 гг. — бригадир полеводческой бригады колхоза имени Володарского Могилевского района.
Звание Героя присвоено за успехи по увеличению производства и заготовок льна.